# Theudas
Cet article traite de Theudas-Thaddée mentionné par Flavius Josèphe. Pour l'apôtre Thaddée, aussi appelé Judas, ayant évangélisé Édesse et peut-être aussi l'Arménie, voir Thaddée d'Édesse.
Theudas (teydas) ou Thaddée, mort vers 44-46, est un prophète juif qui accomplit des miracles, réunit de grandes foules et pourrait s'être prétendu messie. Le procurateur Cuspius Fadus fait disperser ceux qui le suivent et le fait exécuter. Sa tête est ensuite ramenée à Jérusalem.
Hippolyte de Rome semble parler de lui lorsqu'il évoque le chef d'une lointaine église chrétienne de Syrie qui, pris soudain d'une sorte de folie « persuada bon nombre de frères de venir dans le désert avec femmes et enfants, à la rencontre du Christ dans le désert. » Certains critiques émettent donc l'hypothèse qu'il pourrait s'agir de l'apôtre Thaddée, qui serait aussi le frère de Jésus appelé Jude Thaddée.

## Histoire
Thaddée ou Theudas fait partie des mouvements prophétiques, vers les débuts de notre ère qui voit des soulèvements de tous genres provoqués par des révoltés, tel Judas le Galiléen à la mort d'Hérode le Grand ou par des prophètes inspirés qui ameutaient des foules dans l'attente de prodiges ou d'obscurs prétendants à la royauté davidique. Vers l'an 44-46, il réunit de grandes foules et accomplit des miracles. Il prétend aussi rééditer l'antique traversée du Jourdain à pied sec. Simon Claude Mimouni estime qu'il pouvait avoir des prétentions messianiques. Le procurateur Cuspius Fadus fait disperser la foule et demande que sa tête soit ramenée à Jérusalem.
Flavius Josèphe le relate dans ses Antiquités judaïques :

« Pendant que Fadus était procurateur de Judée, un magicien nommé Theudas persuada à une grande foule de gens de le suivre en emportant leurs biens jusqu'au Jourdain ; il prétendait être prophète et pouvoir, à son commandement, diviser les eaux du fleuve pour assurer à tous un passage facile. Ce disant, il séduisit beaucoup de gens. Mais Fadus ne leur permit pas de s'abandonner à leur folie : il envoya contre eux un escadron de cavalerie qui les surprit, en tua beaucoup et en prit beaucoup vivants. Quant à Theudas, l'ayant fait prisonnier, les cavaliers lui coupèrent la tête et l'apportèrent à Jérusalem. Voilà donc ce qui arriva aux Juifs pendant le temps où Cuspius Fadus fut procurateur. »

— Flavius Josèphe, Flavius Josèphe, Antiquités Juives 20.97-98
Pierre-Antoine Bernheim estime que « Theudas, qui se prenait pour le « prophète semblable à Moïse » prédit par Deutéronome (18, 15-18), pensait que Dieu allait réaliser par son entremise un miracle similaire à celui qui permit à Josué de traverser le Jourdain (Livre de Josué 3). Ce miracle aurait annoncé la restauration d'Israël. »
Il est en général admis que le Theudas mentionné par Flavius Josèphe et celui cité dans les Actes des apôtres (5 34-38) sont la même personne. Pour Pierre-Antoine Bernheim, le discours de Gamaliel, montre que l'auteur des Actes des apôtres jugeait « plausible que Jésus pût être comparé à Judas le Galiléen et à Theudas, la principale différence résidant dans la survie de son mouvement après sa disparition. »

## Problème chronologique
Dans les Actes des Apôtres, Theudas est mentionné dans le discours de Gamaliel devant le Sanhédrin, afin de défendre certains apôtres qui viennent d'être arrêtés. Gamaliel associe Theudas, Judas le Galiléen et Jésus. Toutefois, ce discours « conformément à la pratique des historiens antiques » a été recomposé par l'auteur des Actes. Theudas y est présenté comme un exemple de chef messianique ayant échoué. Cette mention soulève des problèmes de chronologie et de fiabilité des Actes des Apôtres. En effet, dans ce texte la relation de la mort d'Agrippa Ier (44) se trouve sept chapitres après le discours de Gamaliel qui donc semble être prononcé bien avant la prise de fonction de Cuspius Fadus, nommé à la suite de la mort d'Agrippa,. Avec d'autres contradictions, cela pourrait indiquer que la répression de certains hauts dirigeants de l'église de Jérusalem qui motive le discours de Gamaliel pourrait donc être l’œuvre d'un autre Hérode : Hérode de Chalcis qui règne jusqu'en 48 ou Hérode Agrippa II (48 - 101).
Les Actes des Apôtres, composés dans les années 80-90 à partir de plusieurs sources, ont en effet été « l'objet d'une critique dévastatrice depuis quelques décennies, au point de se voir dénié par certains, en tout ou partie, toute valeur historique » du fait de « l'activité rédactionnelle » de ses trois auteurs successifs. Ainsi, la totalité du document hypothétique appelé document pétrinien auxquels aurait appartenu cet épisode semble avoir été placé au début des Actes par son premier rédacteur en faisant suivre ce récit par la « Geste de Paul » et c'est le second rédacteur — peut-être l'évangéliste Luc — qui a déplacé deux séquences d'un récit à l'autre, ce qui peut donner l'impression d'un seul récit respectant la chronologie. Il a aussi inséré entre les deux "Gestes" de Pierre et Paul, le récit de la mort d'Agrippa qui donne l'impression que tout ce qui précède est daté d'avant 44 et tout ce qui suit est ultérieur. Cette activité rédactionnelle sur les sources initiales pourrait expliquer cette incohérence, ainsi que plusieurs autres incohérences chronologiques des Actes des Apôtres.

## Un éventuel frère de Jésus
Hippolyte de Rome, un auteur chrétien du début du IIIe siècle, semble parler de Theudas dans son Commentaire sur Daniel (IV, 18). Il indique que l'objectif de celui qu'il désigne comme un chef de l'église de la province romaine de Syrie, était de faire rencontrer Jésus, toujours vivant après sa crucifixion à ceux qui le suivaient, alors que celui-ci était réfugié « dans le désert ». Il écrit: « Un chef de cette Église lointaine qui ne s'appliquait guère à l'étude des divines Écritures et ne suivait pas la voie du Seigneur, se mit à divaguer et fit divaguer les autres. […] Il persuada bon nombre de frères de venir avec femmes et enfants, à la rencontre du Christ dans le désert,. ». 
Certains critiques estiment donc que Theudas est l'apôtre Thaddée, qui serait aussi le frère de Jésus appelé Jude Thaddée. Theudas est la forme latine du surnom Thaddée. Il est surnommé Judas le Zélote dans plusieurs autres sources chrétiennes tout comme son frère Simon le Zélote. Thaddée d'Édesse est donné comme étant originaire de Banyas au nord de la Bathanée. Il semble être exécuté vers 45 près de Béryte (Beyrouth) par décapitation après avoir reçu un coup de masse d'arme, ce qui est compatible avec les données fournies par Flavius Josèphe pour Theudas, qui indique qu'il a été capturé dans cette période puis que « les cavaliers lui coupèrent la tête et l'apportèrent à Jérusalem » pour l'exemple. « Deux sources syriaques médiévales confirment la présence de la tombe de saint Jude à Beyrouth après son martyre. » Le corps de Jude Thaddée enterré à Beyrouth aurait été transféré à Rome et placé dans une crypte de la basilique Saint-Pierre à côté de celle de Simon le Zélote.